# Lethrinus miniatus
Lethrinus miniatus és una espècie de peix pertanyent a la família dels letrínids.

## Descripció
- Pot arribar a fer 90 cm de llargària màxima (normalment, en fa 40) i 9.600 g de pes.
- 10 espines i 9 radis tous a l'aleta dorsal i 3 espines i 8 radis tous a l'anal.
- Musell moderadament llarg.
- Galtes sense escates.
- El cos és platejat o de color groguenc, sovint amb 8 o 9 franges fosques.
- La base de l'aleta pectoral és vermella.
- Llavis vermellosos.
- Les aletes són pàl·lides o vermelloses.
- La base de les escates és sovint de color negre.[3][4][5]

## Alimentació
Menja principalment crustacis, equinoderms, mol·luscs i peixos.

## Hàbitat
És un peix marí i d'aigua salabrosa, associat als esculls i de clima tropical (28°N-34°S) que viu entre 5 i 30 m de fondària.

## Distribució geogràfica
Es troba al nord d'Austràlia (incloent-hi Austràlia Occidental, l'illa Norfolk i l'illa de Lord Howe), Nova Caledònia, Wallis i Futuna, Papua Nova Guinea, les illes Filipines, Malàisia, Cambodja, la Xina (incloent-hi Hong Kong) i el Japó (incloent-hi les illes Ryukyu i les illes Ogasawara).

## Longevitat
La seua esperança de vida és de 22 anys.

## Observacions
Es comercialitza fresc o congelat, tot i que n'hi ha informes d'intoxicacions per ciguatera.